# Кастане, Бернард де
Бернард III де Кастане (фр. Bertnard de Castagnet; ок. 1240, Монпелье, Королевство Франция — 14 августа 1317, Авиньон) — французский церковный деятель, доминиканец, епископ епархии Альби (07.03.1275 — 30.07.1308), позже епископ Ле-Пюи-ан-Веле, римско-католический кардинал, юрист, судья, дипломат.

## Биография
Изучал право в Университете Монпелье, где получил степень доктора права. В январе 1266 года стал профессором гражданского права, папским капелланом, аудитором Апостольского дворца, прокурором (Causarum) при Папском суде в Перудже. В феврале 1267 года — нунций Папы. В 1268 году был папским легатом в Рейнской области. Руководил дипломатической службой Церкви в Италии и Германии. Совершил ряд дипломатических поездок к королю Франции Людовику IX, королю Арагона и др.
Служил каноником в капитуле собора Орлеана и архидиаконом в Нарбоне.
9 декабря 1272 года папа Григорий X назначил Бернара де Кастене архидиаконом Майорки с пребендой и должностью ректора капитула собора Жироны.
С 7 марта 1275 года назначен епископом епархии Альби. Заложил первый камень в основание кафедрального Собора Святой Цецилии в городе Альби. В 1297 году основал доминиканский монастырь в Альби. В 1297 году от имени французского короля обратился к Папе Бонифацию VIII с просьбой о канонизации короля Людовика IX.
В 1307—1308 годах по обвинению в симонии и различных правонарушениях предстал перед трибуналом Римской курии. После которого, 30 июля 1308 года с епархии Альби был переведен на более низкую должность епископом в Ле-Пюи-ан-Веле.
17 декабря 1316 года Папа Иоанн XXII назначил его кардиналом. Служил кардинал-епископом с титулом церкви Порто-Санта Руфина (17 декабря 1316-14 августа 1317 года).
Похоронен в Авиньонском соборе.